# Pieter Cornelis de Moor
Pieter Cornelis de Moor (Rotterdam, 28 mei 1866 - St. James (New York), 16 maart 1953) was een Nederlandse beeldend kunstenaar.

## Leven en werk
De Moor werd op 28 mei 1866 in Rotterdam geboren  als zoon van blokmaker Willem de Moor en Catharina Helena Hartong. Hij volgde van 1882 tot 1884 de opleiding aan de Academie voor Beeldende Kunsten in Rotterdam en vervolgens aan de Tekenacademie in Antwerpen. In 1887 werd een van zijn werken bekroond met een zilveren medaille in de Prix de Rome. In 1888 was hij leerling in het atelier van Benjamin Constant in Parijs. Ook volgde hij lessen bij de Franse symbolist Puvis de Chavannes en maakte werken passend in de stroming van het Symbolisme. De Moor trouwde op 22 oktober 1903 in Laren (N.H.) met Cornelia Wilhelmina Maria Heijmans, dochter van de kunstschilder Willem George Frederik Heijmans.
De Moor woonde en werkte tot 1893 in Rotterdam, en na 1901 in Den Haag en Laren (N.H.). Buiten Nederland was De Moor onder andere werkzaam in Frankrijk, Italië, Zweden en Zwitserland. Ook maakte hij diverse reizen naar België, Duitsland, Engeland, Frankrijk, Italië, het Midden-Oosten en Noord-Afrika. De Moor woonde de laatste jaren van zijn leven in de Verenigde Staten, waar hij op 16 maart 1953 op 86-jarige leeftijd overleed in het huis van zijn zoon (St. James, Long Island, New York), de architect Willem de Moor.
De Moor was oprichter en voorzitter van de Rotterdamsche Kunstkring, lid van de Haagse Kunstkring en medewerker bij het algemeen geïllustreerd en artistiek weekblad De Kunst. Hij was een veelzijdig beeldend kunstenaar en tekende, etste, schilderde, aquarelleerde, produceerde lithografieën en werkte als illustrator. Tussen 1885 en 1907 maakte hij onder meer een straatschandaal, ode aan de weemoed, de doopgang, meisjeskopje, de dood, ijdelheid en bijbelse voorstellingen zoals verzoeking van de heilige Antonius, Salomé met het hoofd van Johannes de Doper, Mozes uit de Nijl gered en Jezus in de tempel. Hij illustreerde het kinderboek Lente - Zomer - Herfst en Winter met tekeningen. en publiceerde de roman De Wereld-Revolutie. Tussen 1926 en 1928 schilderde de Moor, in de frescotechniek, veertien muurschilderingen van de kruiswegstatie in de Sint-Jansbasiliek te Laren. Hij exposeerde zijn werk in diverse tentoonstellingen in onder andere Rotterdam, Amsterdam, Arnhem en Den Haag. Zijn meer abstracte werk werd tijdens zijn verblijf in Zweden in Stockholm geëxposeerd. Twee jaar na zijn overlijden herdacht Museum Boijmans Van Beuningen de in Rotterdam geboren kunstenaar met een herdenkingsexpositie. In 1989 werd in het Drents Museum een overzichtstentoonstelling van zijn werk gehouden. Werk van De Moor bevindt zich onder andere in de collecties van het Rijksmuseum in Amsterdam, het Dordrechts Museum (sluierdanseres), het Singer Museum in Laren en het Museum Boijmans Van Beuningen (Golgotha) in Rotterdam.